# 八鄉

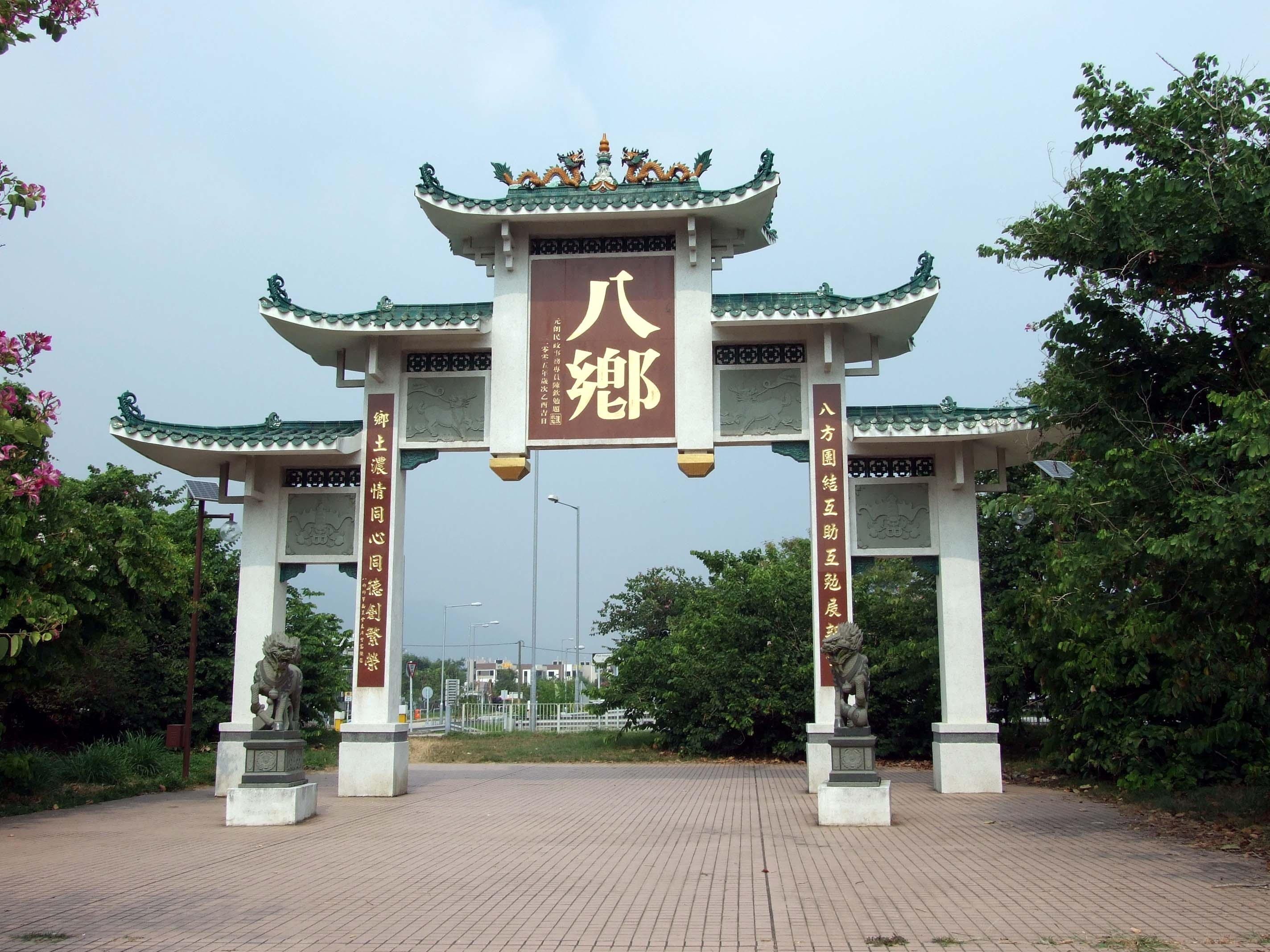
八鄉牌樓

八鄉（英語：Pat Heung）位於香港新界元朗區的一個鄉村地區，具有悠久的歷史，早於香港開埠以前已有新界原居民居住。八鄉的名稱來源有多個版本，較廣為流傳的說法是由於早期共有八條村莊，因而命名為八鄉。
八鄉與屏山、厦村、十八鄉、錦田和新田合稱「元朗六鄉」。

## 地理

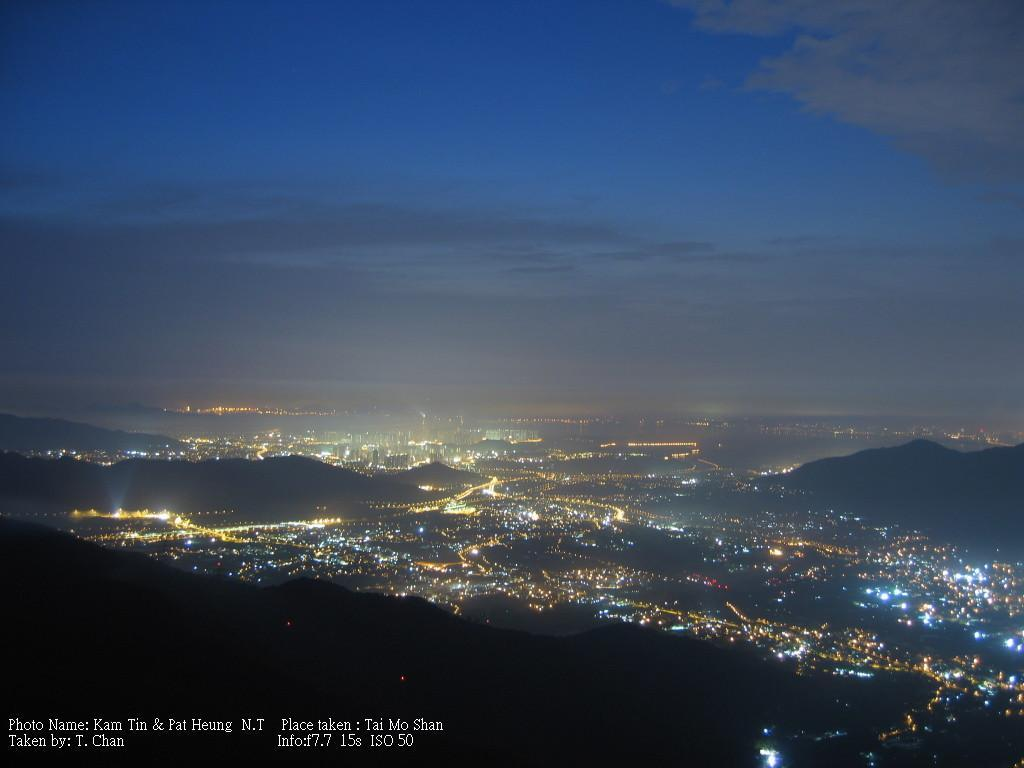
錦田及八鄉夜景

八鄉位於盆地之中，被觀音山、大帽山、大刀屻、雞公嶺及大欖郊野公園等山頭所包圍。八鄉範圍廣泛，大概北至上輋村及下輋村一帶，南至河背村、河背水塘、馬鞍崗、清潭水塘、三號幹線大欖交匯處一帶；
西至錦田市中心及錦上路站一帶，而東至上村、觀音山凌雲寺、雷公田及石崗村軍營一帶。

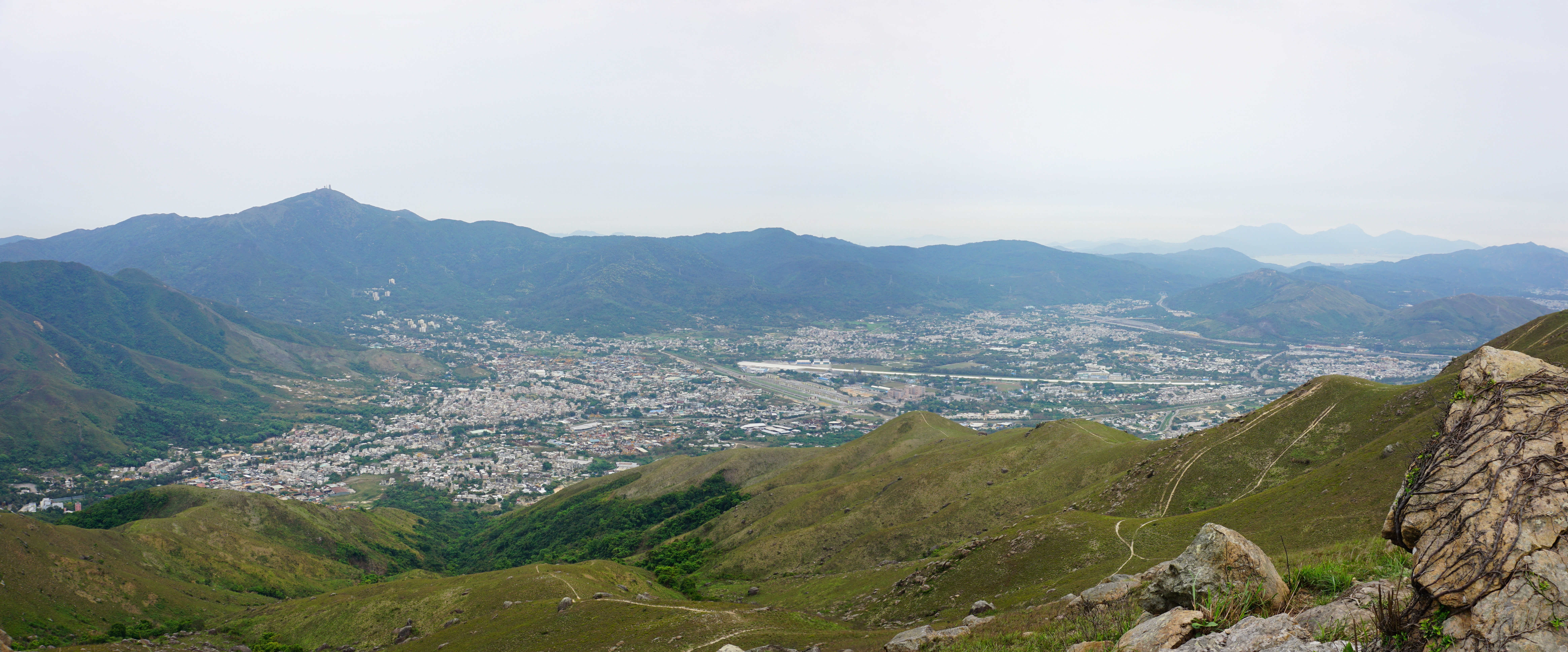
2021年的八鄉平原，圖中可見石崗機場，遠方的高山是大帽山。

八鄉面積約有15.5平方哩，共有30條圍頭與客家村落，人口約3萬人。由於附近有河流提供水源，早年盛產稻米，並為清朝進貢品。現在還有少量農地給居民耕作，有數個有機菜場，如種植士多啤梨、有機菜等供應本地市場。另外，還有一些養雞場、養豬場及豆品廠供應本地市場。由於發展鄉郊，農地陸續減少，多數發展成村屋及車房、廢車場等；另外八鄉內有消防局、警署。

## 歷史

### 宋明古蹟
路政署於2003年計畫八鄉大江埔村江大路及治河路改善工程，第一階段已於2007年開通，並於2020年4月3日正式命名為「江埔路」，第二階段於2017年1月20日沿錦田河邊開通一條新道路與錦田公路的交界處為起點，並與江大路的交界處終結，命名為「錦江路」。當顧問公司在2004年初進行勘察時， 意外發現在近長江村一個路段及大江埔村另一個路段地下埋有一個宋朝市集遺址和一個明朝墳墓，各佔地約500平方米 。康樂及文化事務署古物古蹟辦事處證實發現宋代瓷器殘片 、明朝墓葬群及一個陶罐， 但在原址保護原則下不會主動進行挖掘，而路政署亦向元朗區議會要求改動原來的設計以免影響古蹟。中國歷史教育學會主席梁炳華認為宋朝市集的發現有助了解香港在宋朝貿易的角色， 評估本地在歷史上的重要性。

### 同益堂

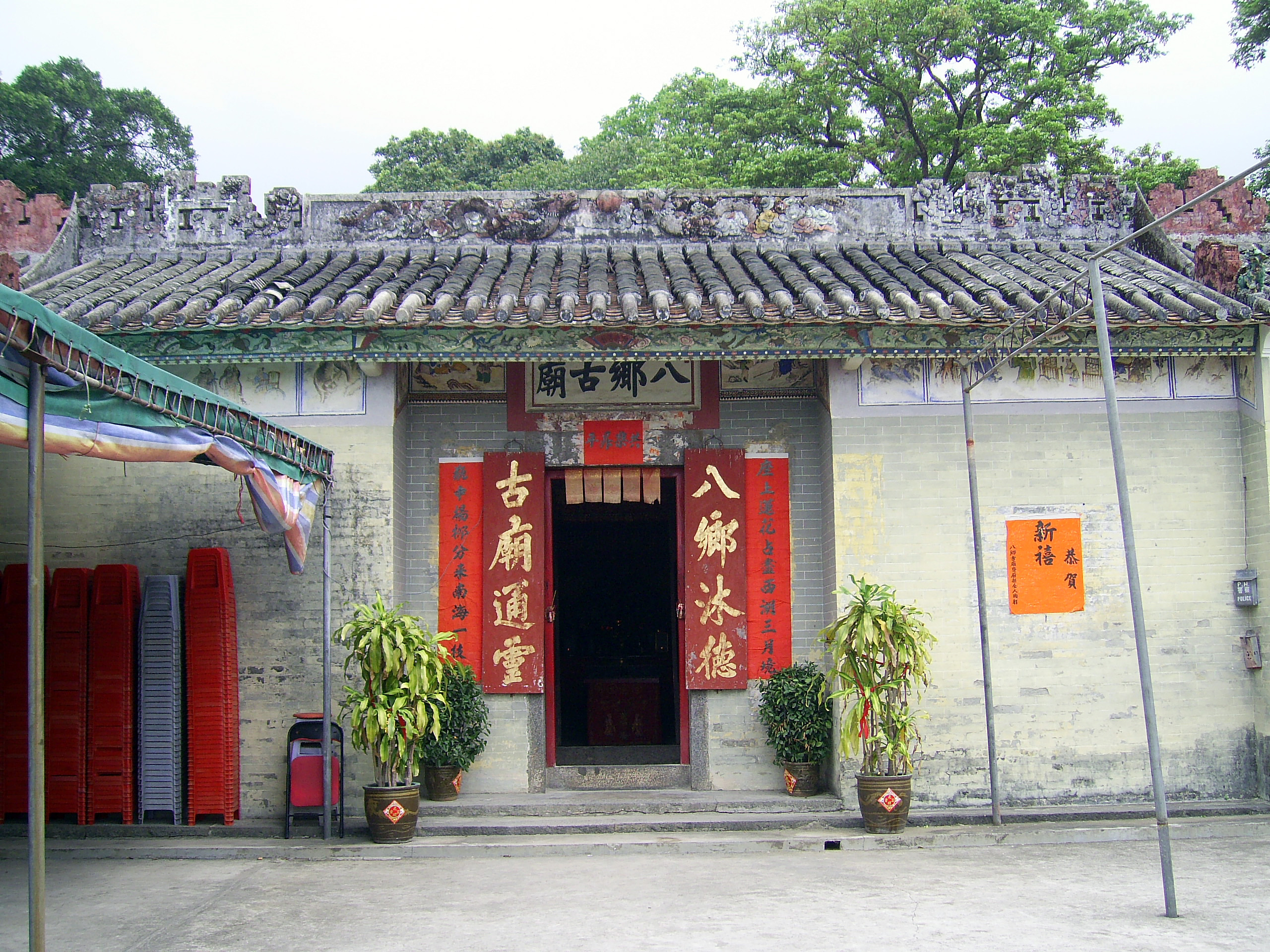
八鄉古廟

同益堂是八鄉最早成立的祖堂之一，由「四本戲」之村落組成。八鄉古廟是同益堂的產業，按傳統在每年的觀音誕及秋分在八鄉古廟分別舉行齋宴及盆宴。當初於古廟每次演戲時，分成四組鄉村，每村居民負責搬棚送棚抬戲箱及送戲箱等工作，稱為四本戲鄉村，四本戲村落如下：
1. 元崗、元崗新村、長莆、大窩、大乪；
2. 蓮花地、牛徑村、水盞田、馬鞍崗、河背；
3. 上村、雷公田、甲龍、水流田；
4. 橫台山、水澗石、上輋、下輋。

同益堂在1921年集資興建「八鄉同益學堂」，是新界第一所正規的鄉校，後改稱「八鄉同益公立學校」，並於2003年與「石湖學校」合併而成現時的「八鄉中心小學」。

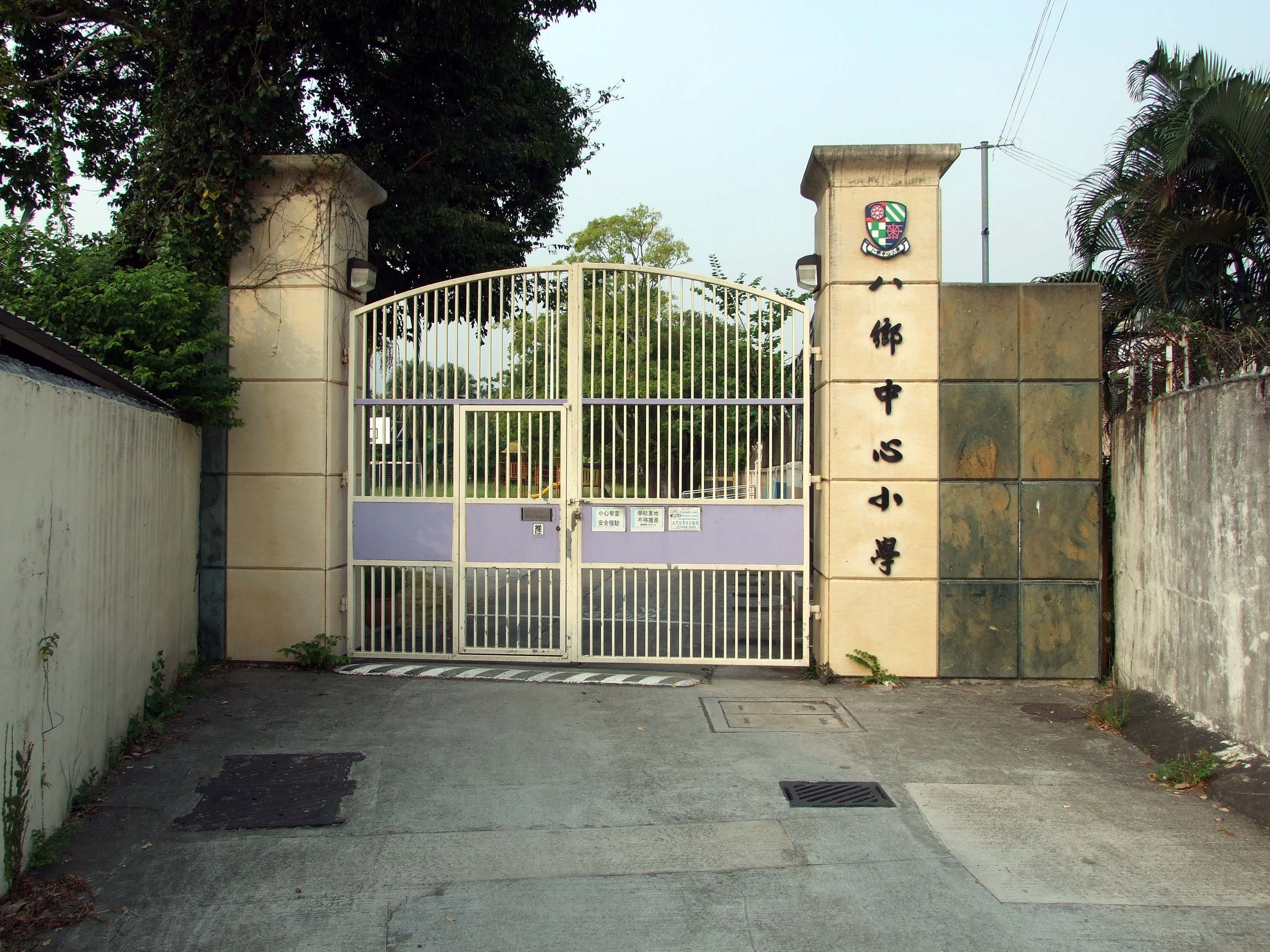
八鄉中心小學
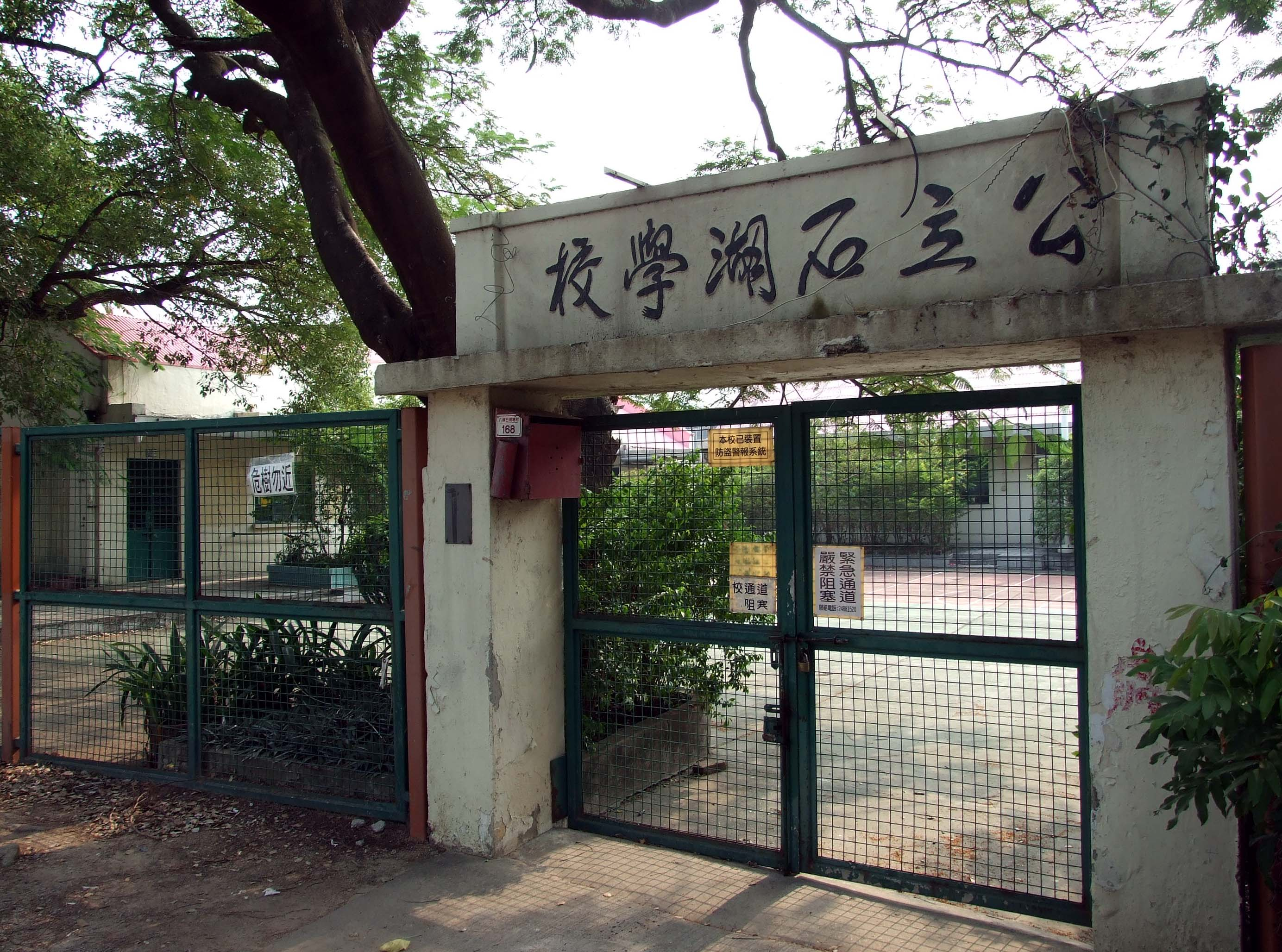
公立石湖學校

## 發展

### 少數族裔
非洲人是繼尼泊爾、巴基斯坦和印度人後，最新落戶八鄉的少數族裔。首先來到八鄉的是尼日利亞人，主要來自東尼日利亞，為信奉基督教的伊博族。逐漸變成了在香港的黑人的聯絡點，當他們抵達香港後都是先到八鄉落腳。其中橫台山羅屋村更被在港的非洲人稱為「小尼日利亞」。非華裔人口佔八鄉錦田社區總人口約百份之十，較全港平均數為高，主要包括菲律賓、印尼、尼泊爾、印度、巴基斯坦和來自非洲諸國的居民。
尼泊爾社群主要是來自回歸前在石崗軍營服役的僱傭兵，退役後與其家眷留居香港，大部分男士從事體力勞動工作，例如地盤工和保安員等。八鄉錦田大量農地變成二手車買賣場和回收場等，二手車最初從日本進口轉售內地，其後轉口的目的地改為南亞地區，巴基斯坦和印度商人隨之到來八鄉。最後生意再擴展至非洲，當地的商人也就在八鄉錦田紮根。新移民還有一些是因為經濟和政治原因逃難到香港來的，八鄉錦田也特別多來自非洲和南亞地區的難民。

### 錦田南
2014年香港特區政府傾力覓地建屋，其中一個主要來源為元朗錦田南，當地目前以農地及鄉郊式發展為主。規劃署於完成錦田南及八鄉土地用途研究後，建議在港鐵錦上路站及八鄉維修中心附近，合共釋放152公頃土地用作公私營住宅發展，其規模相比兩個太古城還要大，預料能夠為市場提供共約3.4萬伙住宅，足以容納約9.2萬人口。
有在大江埔租田開設有機農場的農夫表示自《錦田南分區計劃大綱圖》公布後，不少地主趕走農民囤地，覬覦更改農地用途令土地升值，收地後更用泥沙填平農地，令大好良田變成荒地。

## 鄉事委員會

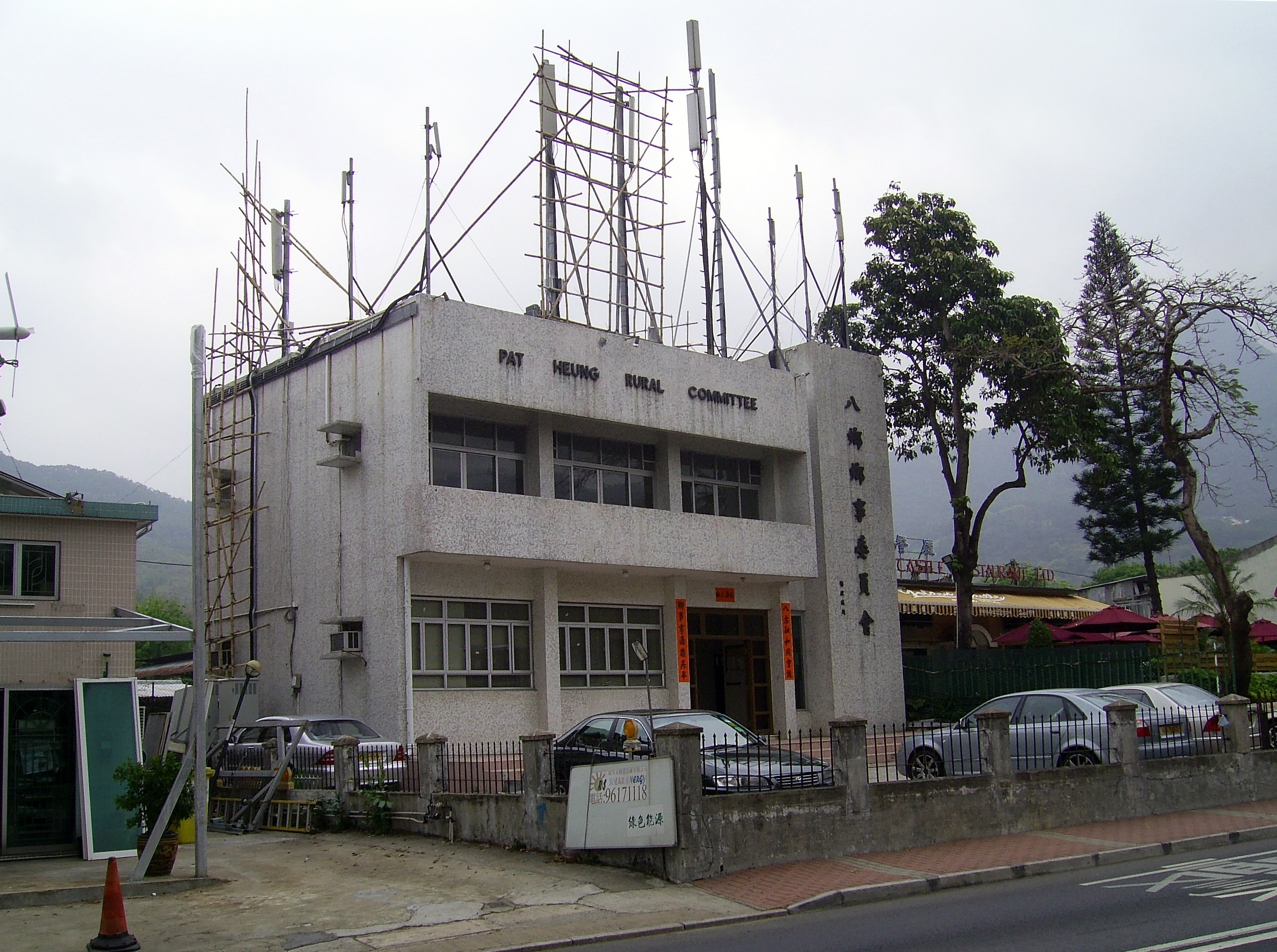
八鄉鄉事委員會（翻新前）

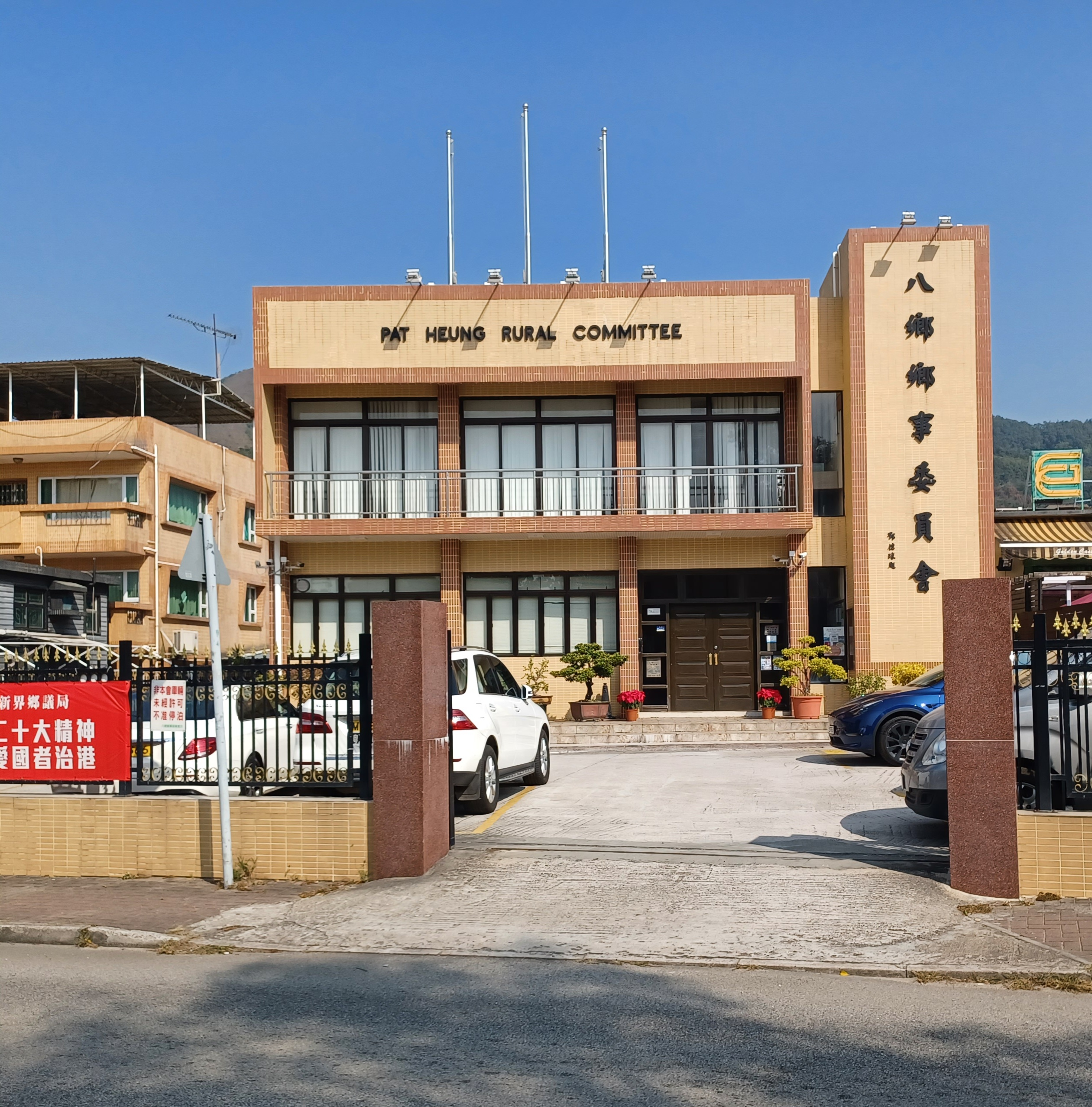
八鄉鄉事委員會

八鄉鄉事委員會是香港27間鄉事委員會之一，前身為「八鄉鄉公所」，於1949年，由八鄉橫台山鄧大福第六子鄧德育（又名鄧子六）牽頭正名為「八鄉鄉事委員會」，由區內30條村落之村代表組成，現時共有成員75人。會址位於上村4V。
1959年八鄉鄉事委員會獲香港政府按《社團條例》豁免註冊。1964年成立「福德會」。於1971年遷入元朗炮仗坊會址。1973年獲政府認可為慈善機構。1983年上村會址落成，1992年正式遷入上村會址。1997年自資建成回歸紀念柱紀念香港主權移交中國。

### 村代表選舉司法覆核
1999年石湖塘村選舉村代表，居於村內的謝群生被拒參選。謝群生的父母在村內居住了一段時間，而謝更是在村內出生、成長，一直居住在村內，由於他不能證明其父系祖先於1898年中英兩國簽訂《展拓香港界址專條》時是新界鄉村的居民，因此他並非原居村民，按法律被稱為「非原居村民」，在村代表選舉中是沒有投票權及參選權。謝群生不服，透過司法覆核程序質疑選舉安排的法律效力，以其與《基本法》、香港法例第383章《香港人權法案條例》及香港法例第480章《性別歧視條例》均有抵觸，並於1999年3月5日在高等法院原訟法庭獲判勝訴，獲判被拒絕作為參選人的決定無效。律政司司長提出上訴，2000年12月22日終審法院宣判維持原判。為此香港政府需要修訂《村代表選舉條例》，為每條現有鄉村設立居民代表職位，並為每條原居鄉村或共有代表鄉村設立原居民代表職位，即俗稱的「雙村長制」。

### 歷屆正副主席
| 屆數     | 任期        | 主席                  | 首副主席                                                                                           | 第二副主席                                                                                         |
| -------- | ----------- | --------------------- | -------------------------------------------------------------------------------------------------- | -------------------------------------------------------------------------------------------------- |
| 第一屆   | 1949-1960   | 鄧德育（又名鄧子六）  | 沒有設立，到1960年由鄧德育引入改制並於1962年將現代體制傳承給鄧開業，鄧開業祖父鄧長發為鄧德育二哥） | 沒有設立，到1960年由鄧德育引入改制並於1962年將現代體制傳承給鄧開業，鄧開業祖父鄧長發為鄧德育二哥） |
| 第二屆   | 1949-1960   | 鄧德育（又名鄧子六）  | 沒有設立，到1960年由鄧德育引入改制並於1962年將現代體制傳承給鄧開業，鄧開業祖父鄧長發為鄧德育二哥） | 沒有設立，到1960年由鄧德育引入改制並於1962年將現代體制傳承給鄧開業，鄧開業祖父鄧長發為鄧德育二哥） |
| 第三屆   | 1949-1960   | 鄧德育（又名鄧子六）  | 沒有設立，到1960年由鄧德育引入改制並於1962年將現代體制傳承給鄧開業，鄧開業祖父鄧長發為鄧德育二哥） | 沒有設立，到1960年由鄧德育引入改制並於1962年將現代體制傳承給鄧開業，鄧開業祖父鄧長發為鄧德育二哥） |
| 第四屆   | 1949-1960   | 鄧德育（又名鄧子六）  | 沒有設立，到1960年由鄧德育引入改制並於1962年將現代體制傳承給鄧開業，鄧開業祖父鄧長發為鄧德育二哥） | 沒有設立，到1960年由鄧德育引入改制並於1962年將現代體制傳承給鄧開業，鄧開業祖父鄧長發為鄧德育二哥） |
| 第五屆   | 1960-1962年 | 鄧德育（又名鄧子六）  | 鄧大禧                                                                                             | 馮火粦                                                                                             |
| 第六屆   | 1962-1964年 | 鄧開業                | 黎錦源                                                                                             | 胡家泰                                                                                             |
| 第七屆   | 1964-1966年 | 黎錦源                | 鄧大禧                                                                                             | 馮火粦                                                                                             |
| 第八屆   | 1966-1968年 | 黎錦源                | 鄧大禧                                                                                             | 馮火粦                                                                                             |
| 第九屆   | 1968-1970年 | 黎錦源                | 鄧德球                                                                                             | 胡家泰                                                                                             |
| 第十屆   | 1970-1972年 | 黎錦源                | 鄧德球                                                                                             | 曾森福                                                                                             |
| 第十一屆 | 1972-1974年 | 黎錦源                | 鄧德球                                                                                             | 曾森福                                                                                             |
| 第十二屆 | 1974-1976年 | 黎錦源                | 鄧德球                                                                                             | 曾森福                                                                                             |
| 第十三屆 | 1976-1978年 | 黎錦源                | 鄧德球                                                                                             | 曾森福                                                                                             |
| 第十四屆 | 1978-1980年 | 黎錦源                | 鄧德球                                                                                             | 曾森福                                                                                             |
| 第十五屆 | 1980-1982年 | 鄧德球                | 曾森福                                                                                             | 鄧文傑                                                                                             |
| 第十六屆 | 1982-1985年 | 鄧德球                | 黎達長                                                                                             | 黎國耀                                                                                             |
| 第十七屆 | 1985-1988年 | 鄧德球                | 黎國耀                                                                                             | 鄧維漢                                                                                             |
| 第十八屆 | 1988-1991年 | 黎國耀                | 胡 祥                                                                                              | 鄧錦發                                                                                             |
| 第十九屆 | 1991-1995年 | 黎國耀                | 胡 祥                                                                                              | 鄧日球                                                                                             |
| 第二十屆 | 1995-1999年 | 黎國耀                | 曾憲強                                                                                             | 鄧日球                                                                                             |
| 第廿一屆 | 1999-2003年 | 黎國耀                | 鄧其達                                                                                             | 蔡月榮                                                                                             |
| 第廿二屆 | 2003-2007年 | 曾憲強                | 郭鎮邦                                                                                             | 蔡月榮                                                                                             |
| 第廿三屆 | 2007-2011年 | 曾憲強                | 蔡月榮                                                                                             | 郭永昌                                                                                             |
| 第廿四屆 | 2011-2015年 | 曾憲強                | 胡民賜                                                                                             | 郭永昌                                                                                             |
| 第廿五屆 | 2015-2019年 | 鄧瑞民                | 胡民賜                                                                                             | 李連穩                                                                                             |
| 第廿六屆 | 2019-2023年 | 鄧瑞民                | 郭永昌                                                                                             | 黎永添                                                                                             |
| 第廿七屆 | 2023-2027年 | 郭永昌(任內逝世)→空缺 | 鄧志光                                                                                             | 黎永添                                                                                             |

## 村落
八鄉由30條村落組成，人口估計約3萬餘人。
| 序號 | 照片                   | 名稱          | 著名景點                                                      | 節慶 / 備註                  |
| ---- | ---------------------- | ------------- | ------------------------------------------------------------- | ---------------------------- |
| 01.  | 七星崗村牌坊           | 七星崗        | 石崗軍營、石崗機場、鄧氏宗祠                                  | 1920年代末由城門遷到八鄉     |
| 02.  |                        | 下輋4         | 黎氏家祠、簡氏家祠、鄭氏家祠                                  |                              |
| 03.  | 八鄉上村村公所         | 上村3         | 凌雲寺、八鄉古廟、黎氏宗祠、嘉道理農場、 植桂書室、回歸紀念柱 | 元宵燈會、港澳回歸活動       |
| 04.  | 上輋村公所             | 上輋4         | 林氏宗祠、張氏宗祠                                            |                              |
| 05.  | 大江埔牌坊             | 大江埔*       | 江夏田廬                                                      | 錦田八鄉大江埔潮僑盂蘭勝會   |
| 06.  | 八鄉大窩村村公所       | 大窩1         | 鄧氏宗祠、蔡氏宗祠、三槐堂                                    |                              |
| 07.  | 元崗村牌樓             | 元崗1         | 梁氏宗祠、眾聖宮                                              | 八載酬恩太平清醮             |
| 08.  | 元崗新村村公所         | 元崗新村1     | 清潭水塘、八鄉牌樓                                            |                              |
| 09.  | 水流田村公所           | 水流田3       | 彝華蔡公祠、育桂堂、國茂鄧公祠                                |                              |
| 10.  | 水盞田村公所           | 水盞田2       | 張四美堂宗祠、張達錦祖公祠、利達橋碑                          |                              |
| 11.  | 牛徑村公所             | 牛徑村        | 李慶善堂、鄭氏家祠、嶺梅莊                                    | 五載酬恩太平清醮             |
| 12.  |                        | 打石湖        | 消防訓練學校                                                  | 1949年附屬八鄉鄉事會         |
| 13.  |                        | 田心          | 大紀家塾                                                      |                              |
| 14.  |                        | 甲龍3         | 甲龍古道                                                      |                              |
| 15.  |                        | 石湖塘        | 王氏宗祠、紀通祖蔡公祠                                        | 1910年代遷到八鄉             |
| 16.  |                        | 竹坑          | 蘭芳書室                                                      |                              |
| 17.  | 吳家村牌樓             | 吳家村*       | 江夏圍大屋                                                    | 1930年代遷到八鄉             |
| 18.  | 河背村村公所           | 河背2         | 范氏家祠、河背水塘                                            |                              |
| 19.  |                        | 金錢圍        | 翰鵬鄭家祠、鴻慈堂                                            | 1920年代末由城門遷到八鄉     |
| 20.  |                        | 長江          | 梁氏宗祠                                                      | 1930年代由林村麻莆尾遷到八鄉 |
| 21.  |                        | 長莆1         | 鄧氏家祠、關帝聖宮                                            |                              |
| 22.  | 馬鞍崗村公所           | 馬鞍崗2       | 簡氏家祠、安定家祠、胡氏宗祠、范氏宗祠                        |                              |
| 23.  |                        | 彭家村*       | 彭家村圍牆                                                    | 1940年成立，舊稱石崗         |
| 24.  |                        | 雷公田*3      | 解放軍軍營                                                    |                              |
| 25.  | 蓮花地                 | 蓮花地2       | 八鄉中心小學、廣深港高鐵石崗列車停放處、郭氏宗祠              | 五載酬恩太平清醮             |
| 26.  | 橫台山村公所暨康樂中心 | 橫台山下新屋  | 八鄉警署、八鄉消防局、廷季鄧公祠                              |                              |
| 27.  | 橫台山村公所暨康樂中心 | 橫台山永寧里4 | 八鄉警署、八鄉消防局、廷季鄧公祠                              |                              |
| 28.  | 橫台山村公所暨康樂中心 | 橫台山河瀝背  | 八鄉警署、八鄉消防局、廷季鄧公祠                              |                              |
| 29.  | 橫台山村公所暨康樂中心 | 橫台山散村    | 八鄉警署、八鄉消防局、廷季鄧公祠                              |                              |
| 30.  | 橫台山村公所暨康樂中心 | 橫台山羅屋村  | 八鄉警署、八鄉消防局、廷季鄧公祠                              |                              |

(*) 非原居民村

^  注解1： 四本戲村落一

^  注解2： 四本戲村落二

^  注解3： 四本戲村落三

^  注解4： 四本戲村落四

## 風俗

### 八鄉秋祭
八鄉的村代表每年秋分日齊集八鄉古廟拜祭參與新界六日戰保鄉衛族壯烈犧牲的烈士。當年參與抗英的鄉民來自不同村落，雙方衝突由1899年4月3日開始，持續了半個月之久，以4月18日在八鄉上村石頭圍一役最為慘烈，由於鄉民的武器軍備落伍，無法抵擋駐港英軍，於4月19日宣佈投降，估計有多達450名鄉民陣亡。
八鄉祖堂同益堂事後尋獲55名殉難的八鄉村民名字，在八鄉古廟旁邊興建烈士祠，祠內有兩塊木扁，上扁刻有烈士芳名27位，下扁28位另加一行古廟歷屆司祝神位，各烈士均被賦予「清處士」銜頭，同時另設一個神壇供奉無名女烈士。同益堂將每年秋分日定為拜祭日，悼念為村捐軀的先烈。拜祭完畢後，便在廟前以盆菜招待同益堂轄下各村60歲以上的男性村民參加。據報早年更每人獲分派豬肉一斤，隨著時代發展，由1980年代末起，已改為燒肉，最近更以一封利是代替。

### 太平清醮
根據日本學者瀨川昌久的研究，八鄉在1940年代以前有由「四本戲」在八鄉古廟前主辦的聯合醮會，祭祀於清朝嘉慶至同治年間因與敵對的錦田鄉械鬥而犧牲的鄉民，相傳因戰後生活困難而停辦。
八鄉現時仍有蓮花地和牛徑村「合山圍五年一屆太平清醮」（最近一屆在2022年11-12月舉行）及「元崗村八年一屆太平清醮」（最近一屆在2018年舉行），其他村落如橫台山和上村早已停辦，祈求百業茂盛，降福迎祥，風調雨順，國泰民安。
元崗村在2010年舉行八年一屆的打醮，村民於年初在村內的眾聖宮進行「打緣首」。元崗村有1,100多名村民，以梁姓佔多數，每戶均可參加擲杯，有資格者共146人，但大多數人基於種種原因而放棄，只有30多名村民參與，以連續擲得勝杯次數多寡定出18名緣首，擲得最多勝杯者位列「頭名緣首」。
「合山圍」包括蓮花地和牛徑村兩村，2012年的醮期訂於11月15日至18日（蓮花地）以及11月20日至23日（牛徑）舉行，均為三日四夜，兩村傾力籌備，僑居海外的村民亦會回鄉參與，打醮期間均需進行齋戒。11月17日中午開始行香巡遊，隊伍由蓮花地村出發，沿錦上路行去八鄉古廟，再經元崗村返回蓮花地村。

### 盂蘭勝會
大江埔村的潮籍僑民每年農曆七月舉辦盂蘭勝會超渡亡魂。由潮僑盂蘭會有限公司管理的天德宮舉辦的盂蘭勝會仍然維持派米的傳統活動。

## 著名景點

### 法定古蹟
| - 植桂書室 | - 元崗村梁氏宗祠 |  |

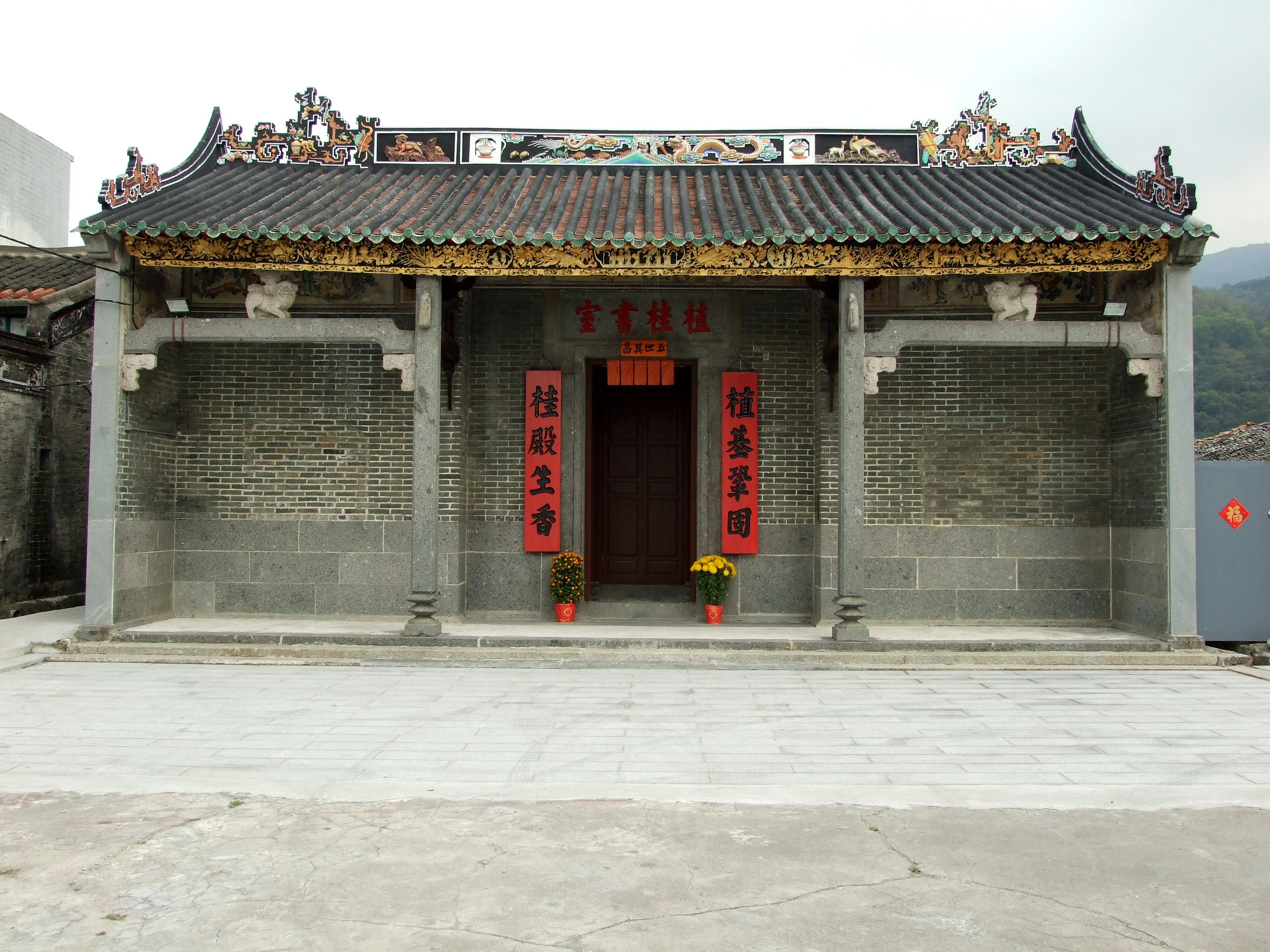
植桂書室
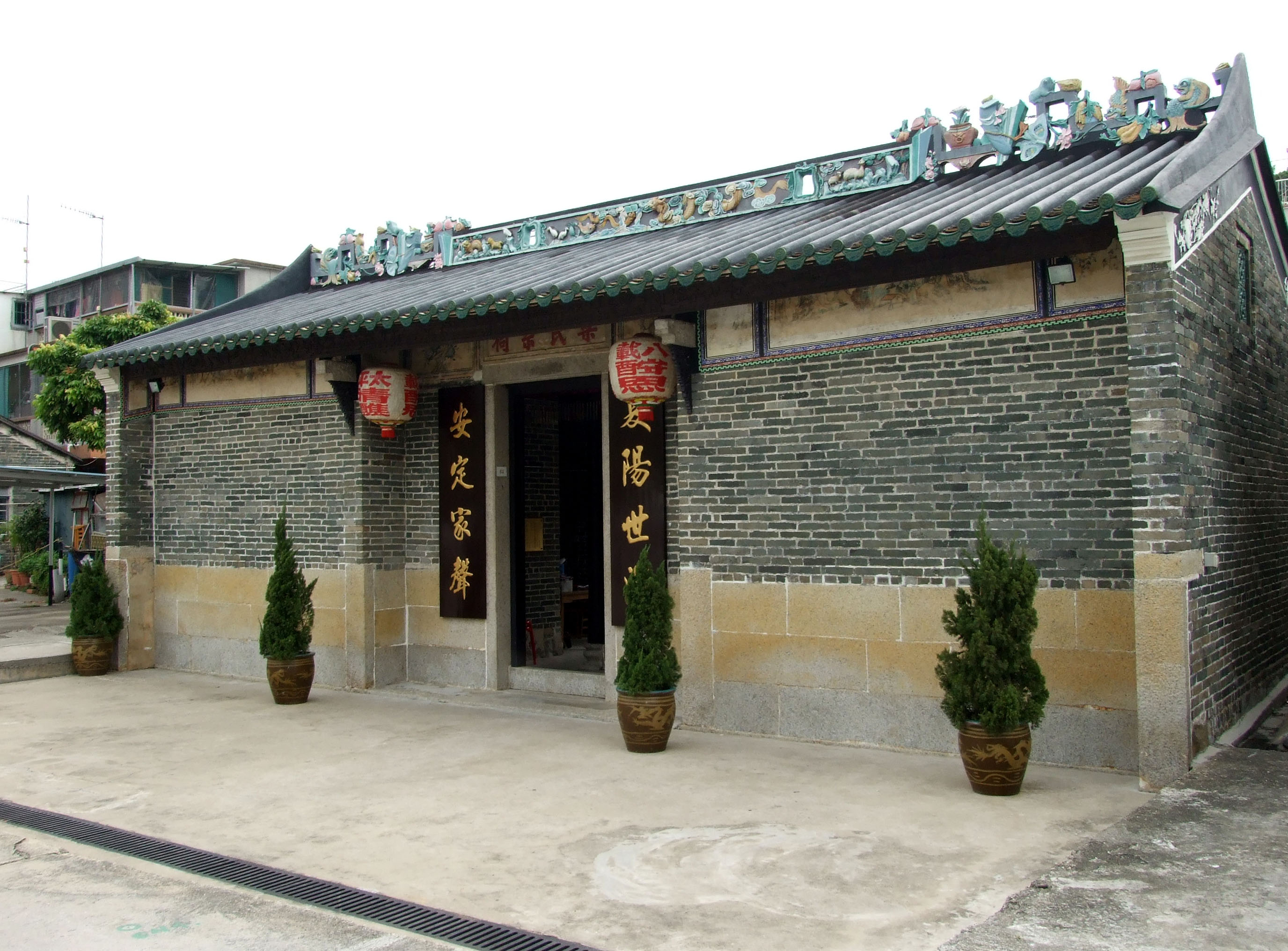
元崗村梁氏宗祠

### 歷史建築

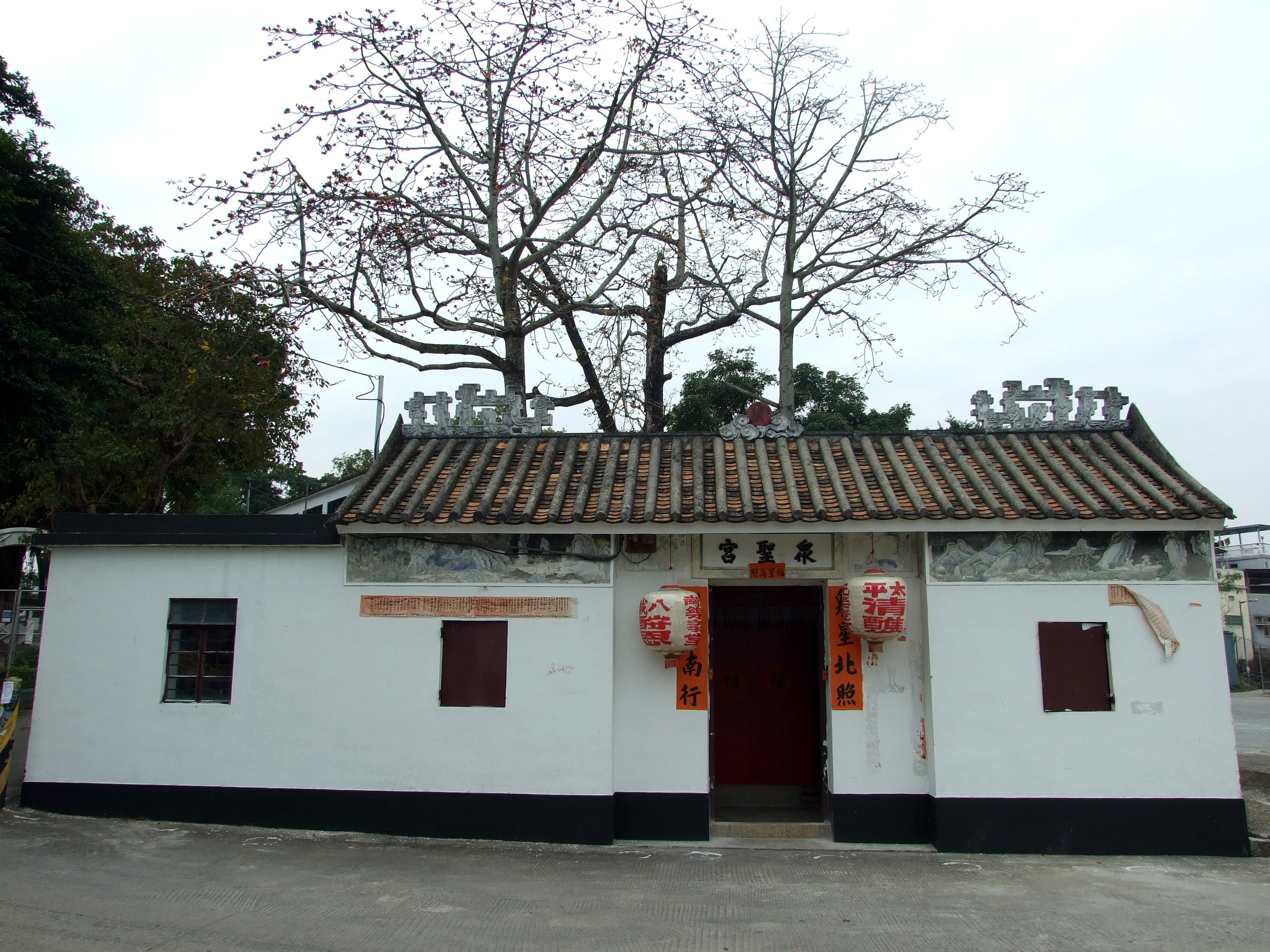
眾聖宮
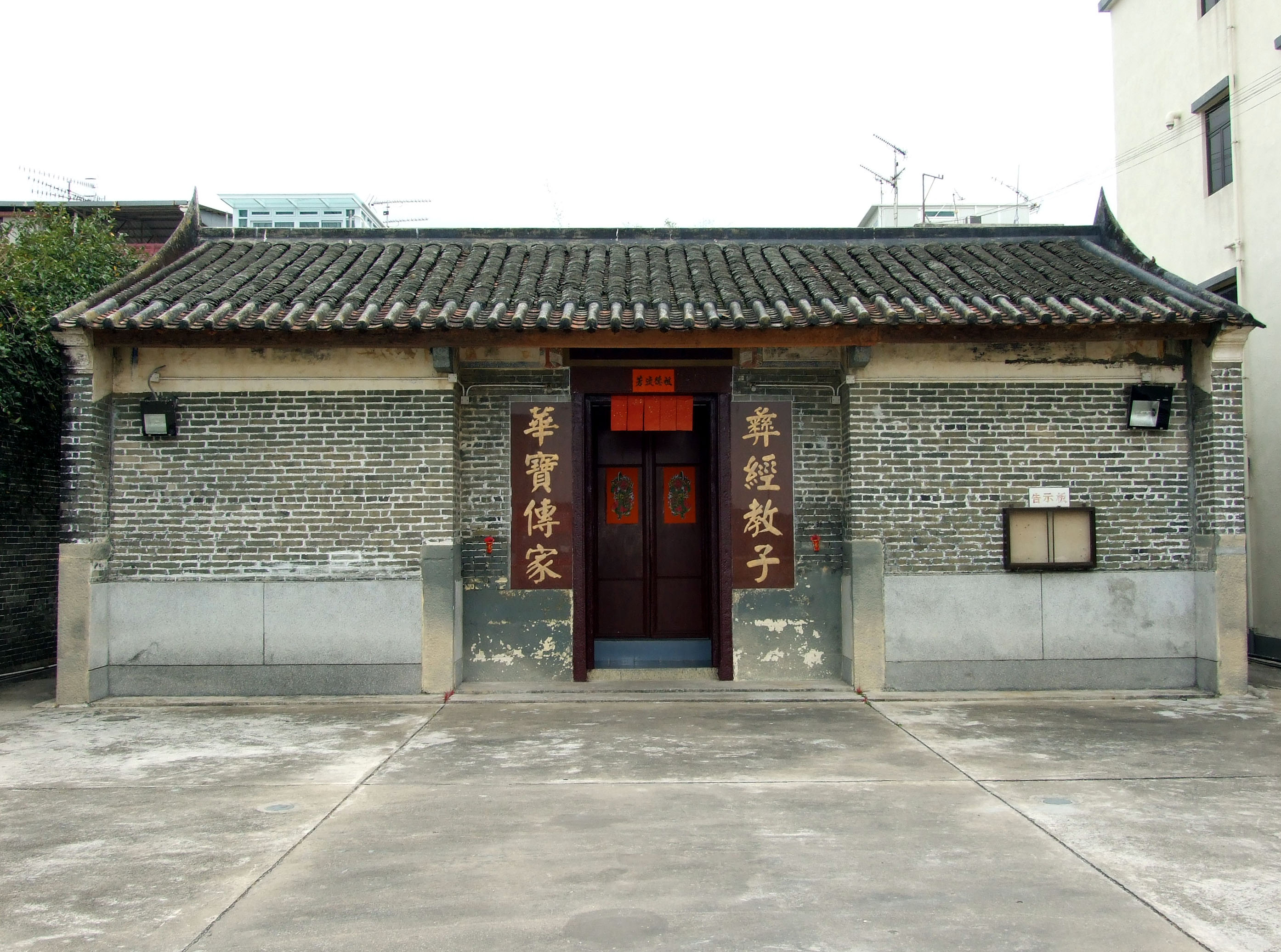
彝華蔡公祠
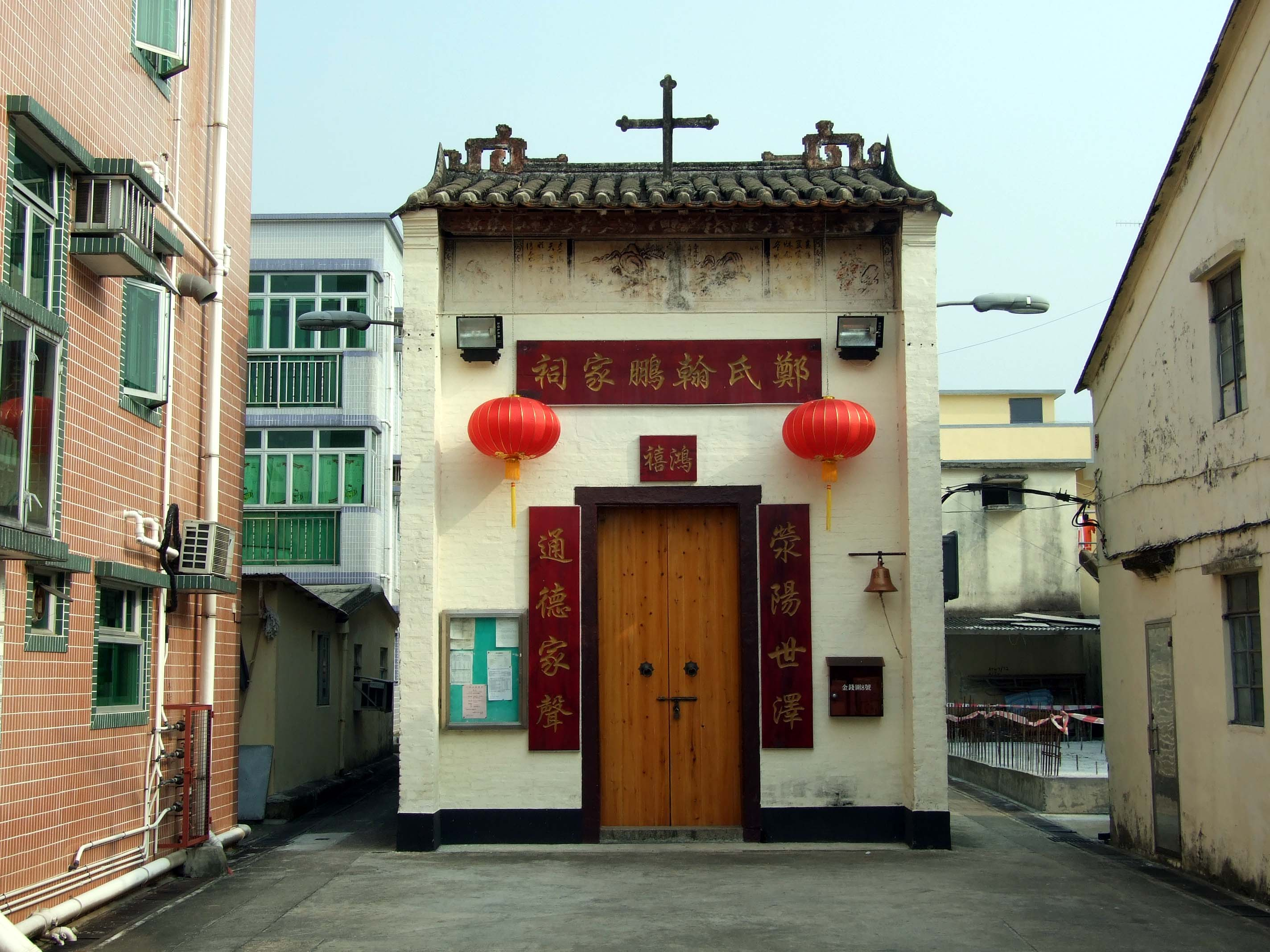
翰鵬鄭家祠

二級歷史建築
| - 元崗新村楊氏宗祠 - 江夏田廬 - 八鄉古廟 | - 國茂鄧公祠 - 嶺梅莊 - 同益學校 | - 聖若望小堂 - 黎氏大屋 |

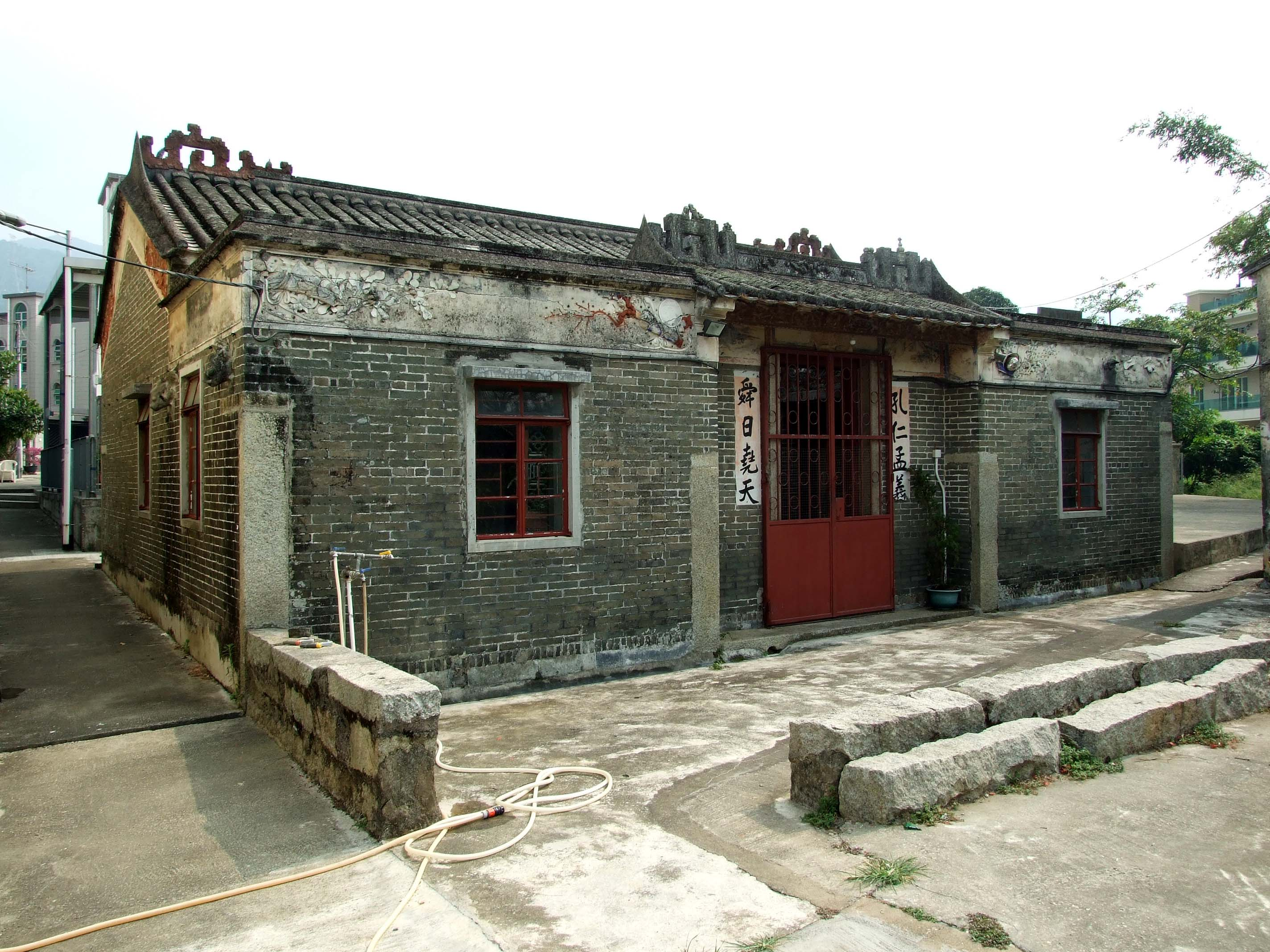
元崗新村楊氏宗祠
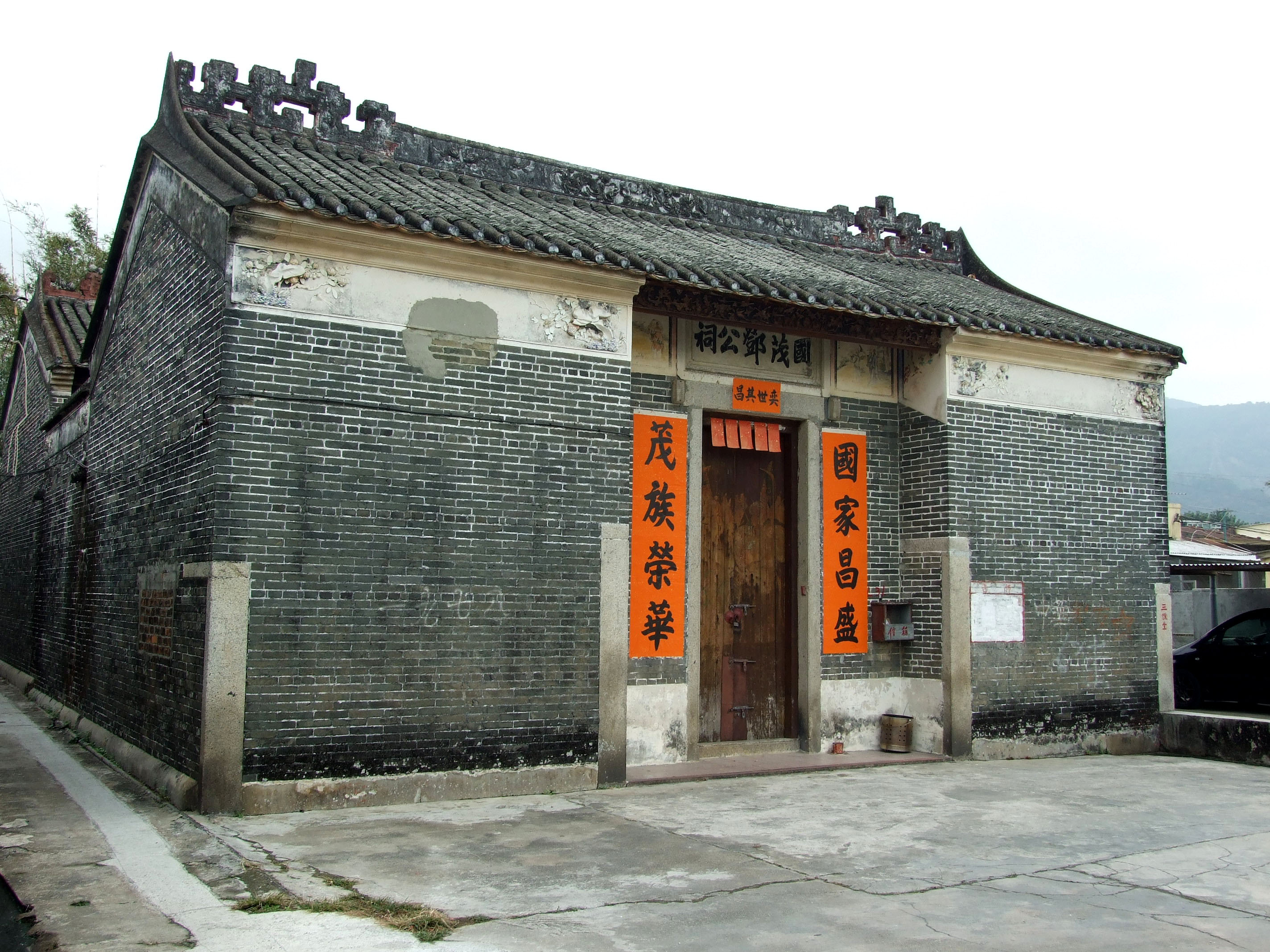
國茂鄧公祠
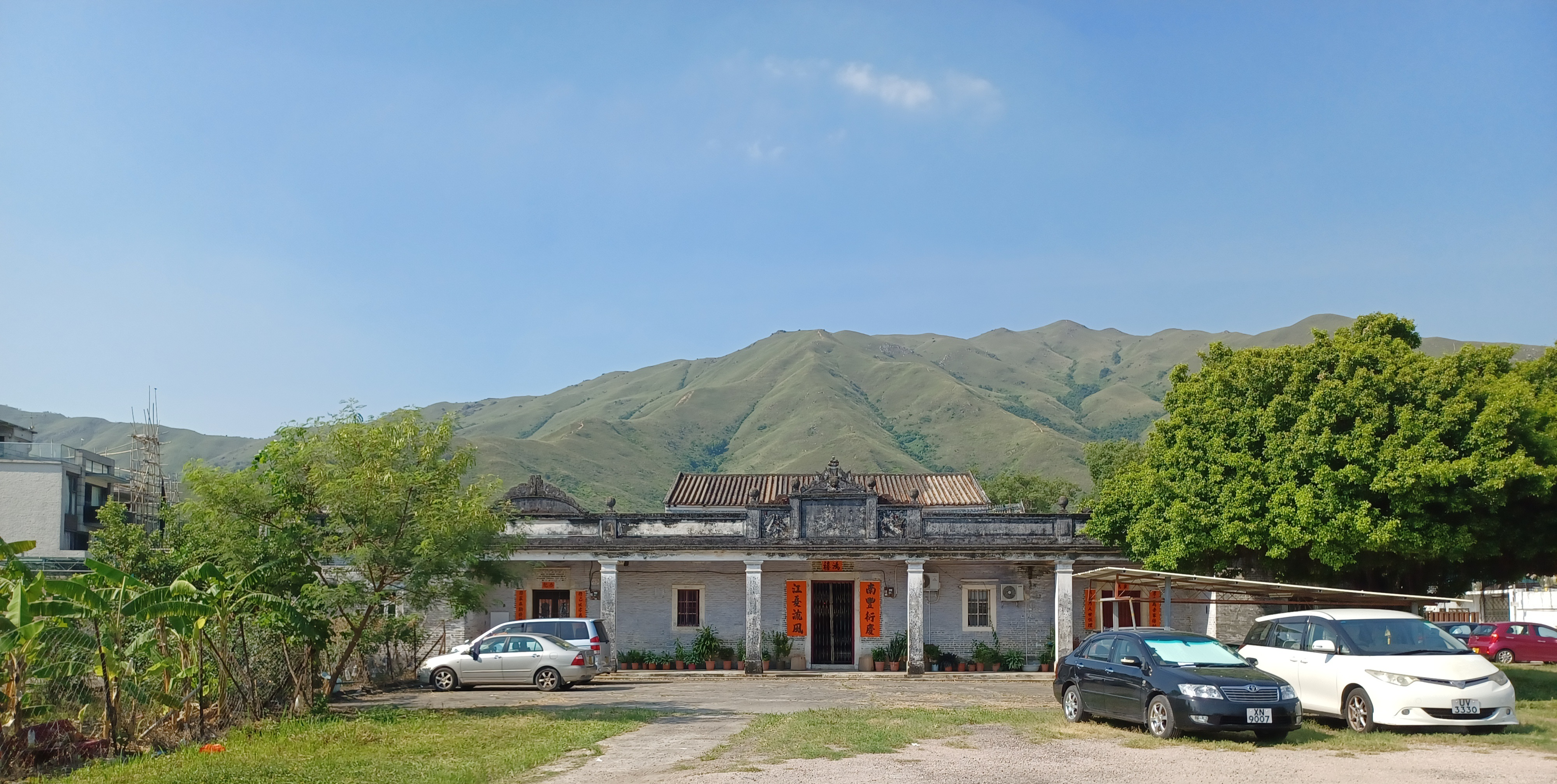
江夏田廬
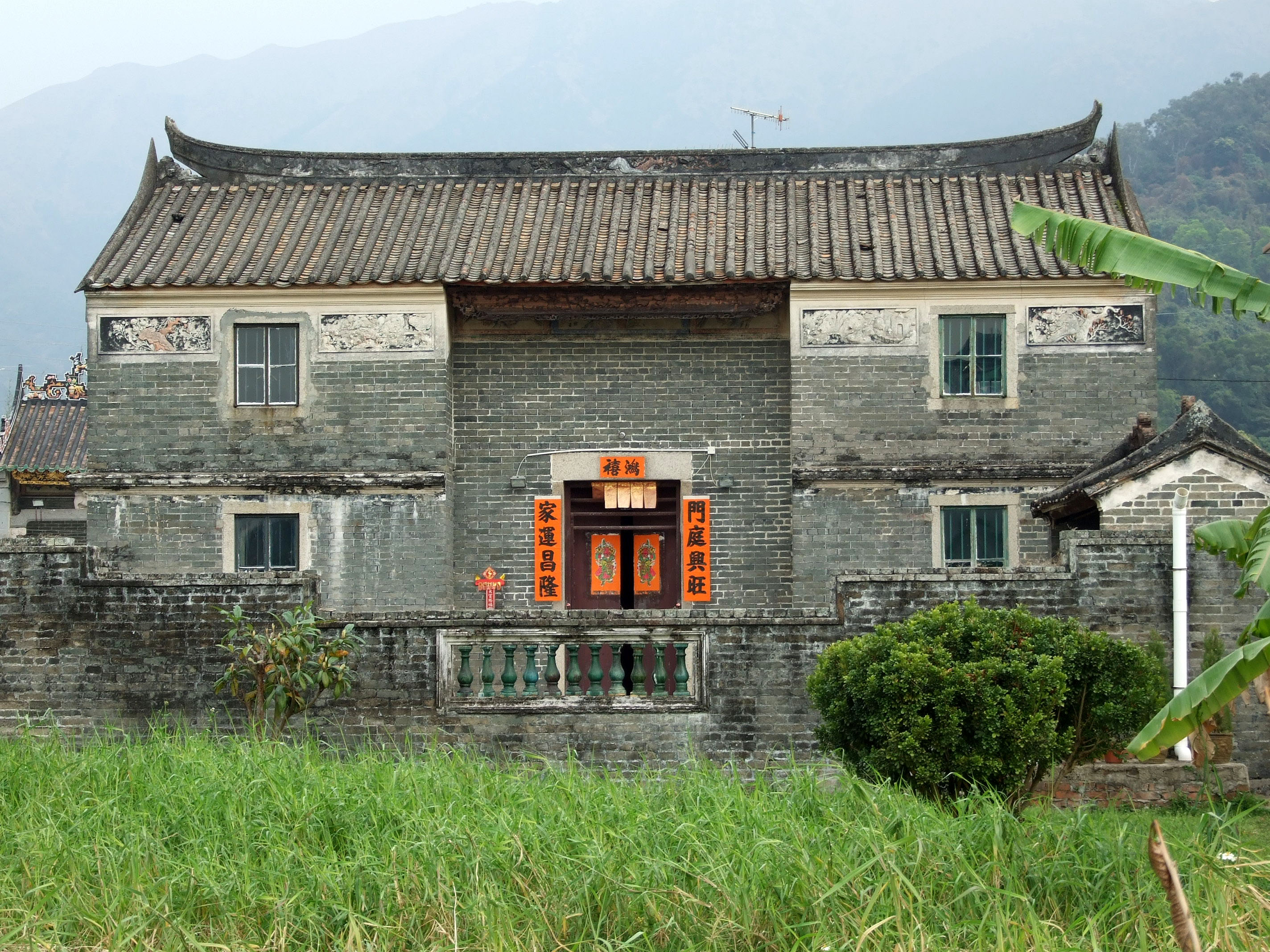
黎氏大屋

三級歷史建築
| - 江廈圍主樓、門樓和工人宿舍 - 上村祠堂村黎氏宗祠（不再進行評估） - 眾聖宮 - 吳家村4號、5號和6號 - 洪達鄧公祠 - 廷桂鄧公祠 - 永寧里圍門 | - 彝華蔡公祠 - 水流田村57號舊民居 - 水流田212至224號 - 利達橋 - 水盞田張氏宗祠 - 河背村范氏家祠 - 牛徑鄭氏家祠 | - 翊廷書室 - 李漸鴻故居 - 大紀家塾 - 蘭芳書室 - 凌雲寺 - 翰鵬鄭家祠 - 安定家祠 |

- 眾聖宮
- 彝華蔡公祠
- 翰鵬鄭家祠

### 其他
| - 南宋市集遺址（已封填保護） - 明代墓葬群（已封填保護） - 八鄉牌樓 - 位於上村的回歸紀念柱 - 嘉道理農場暨植物園 | - 港鐵八鄉維修中心 - 消防訓練學校 - 河背水塘 | - 大江埔村天德宫 - 長江村梁氏宗祠 |

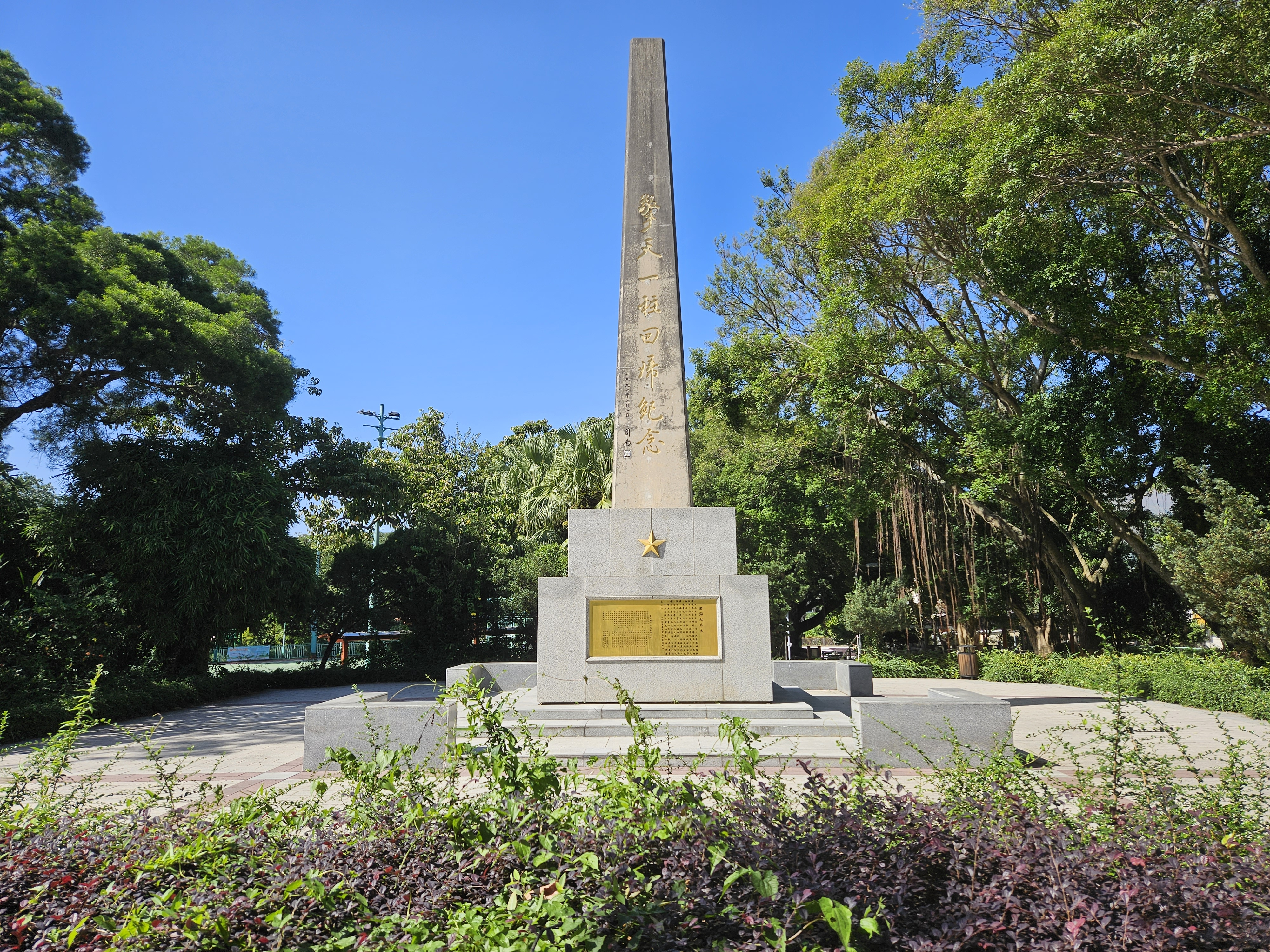
位於上村的回歸紀念柱
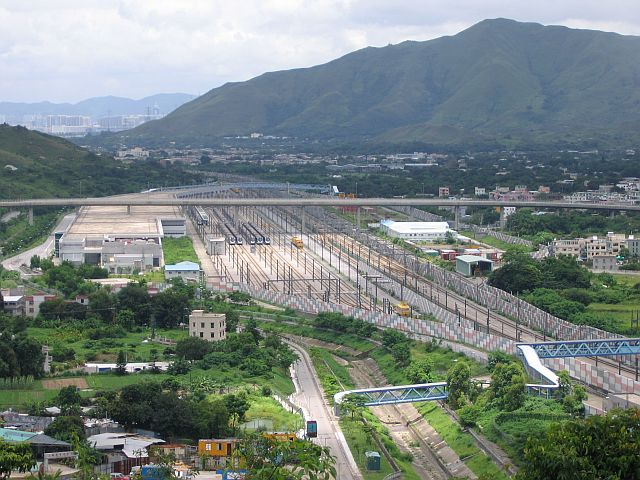
八鄉維修中心
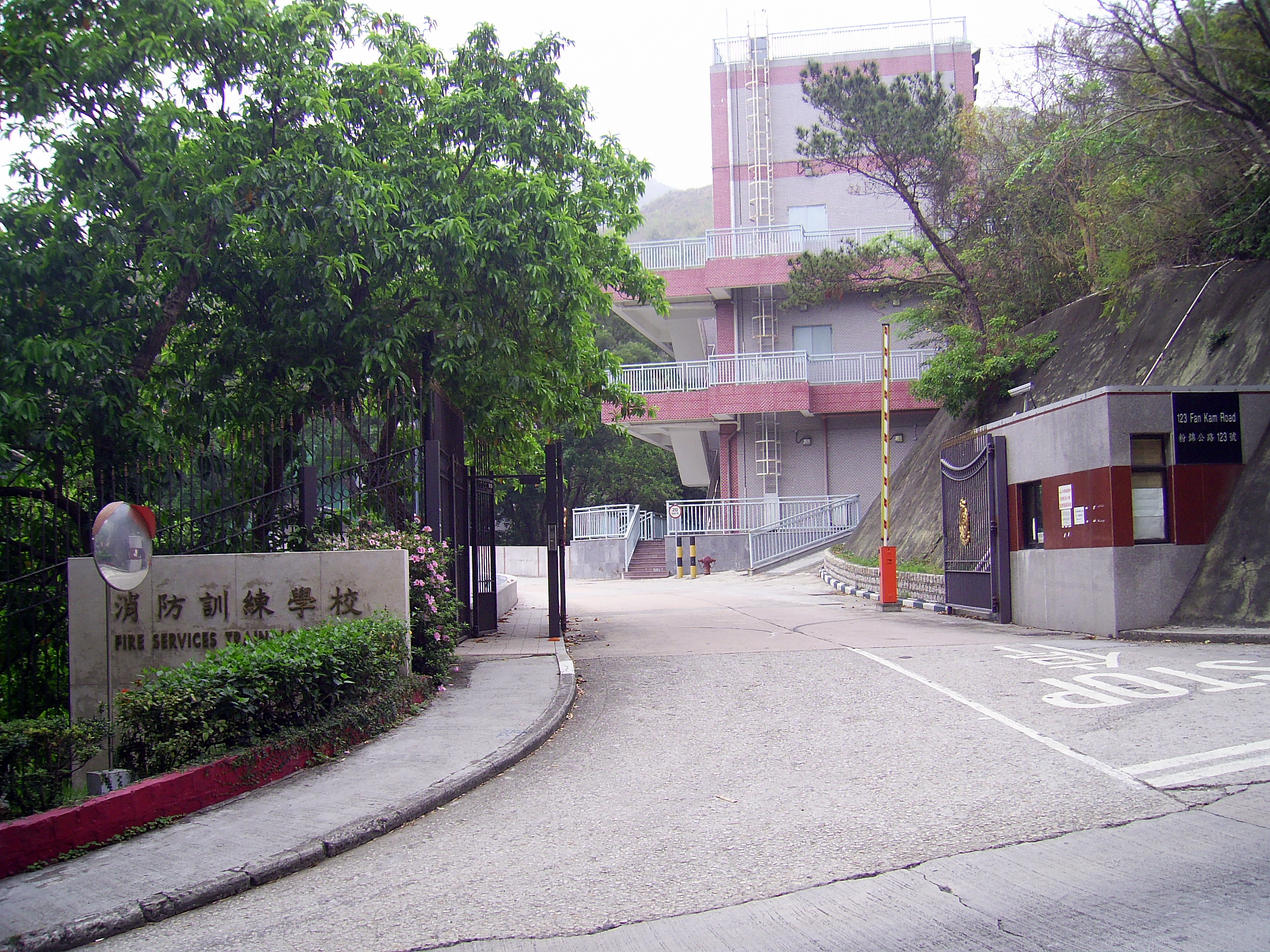
消防訓練學校

## 主要道路

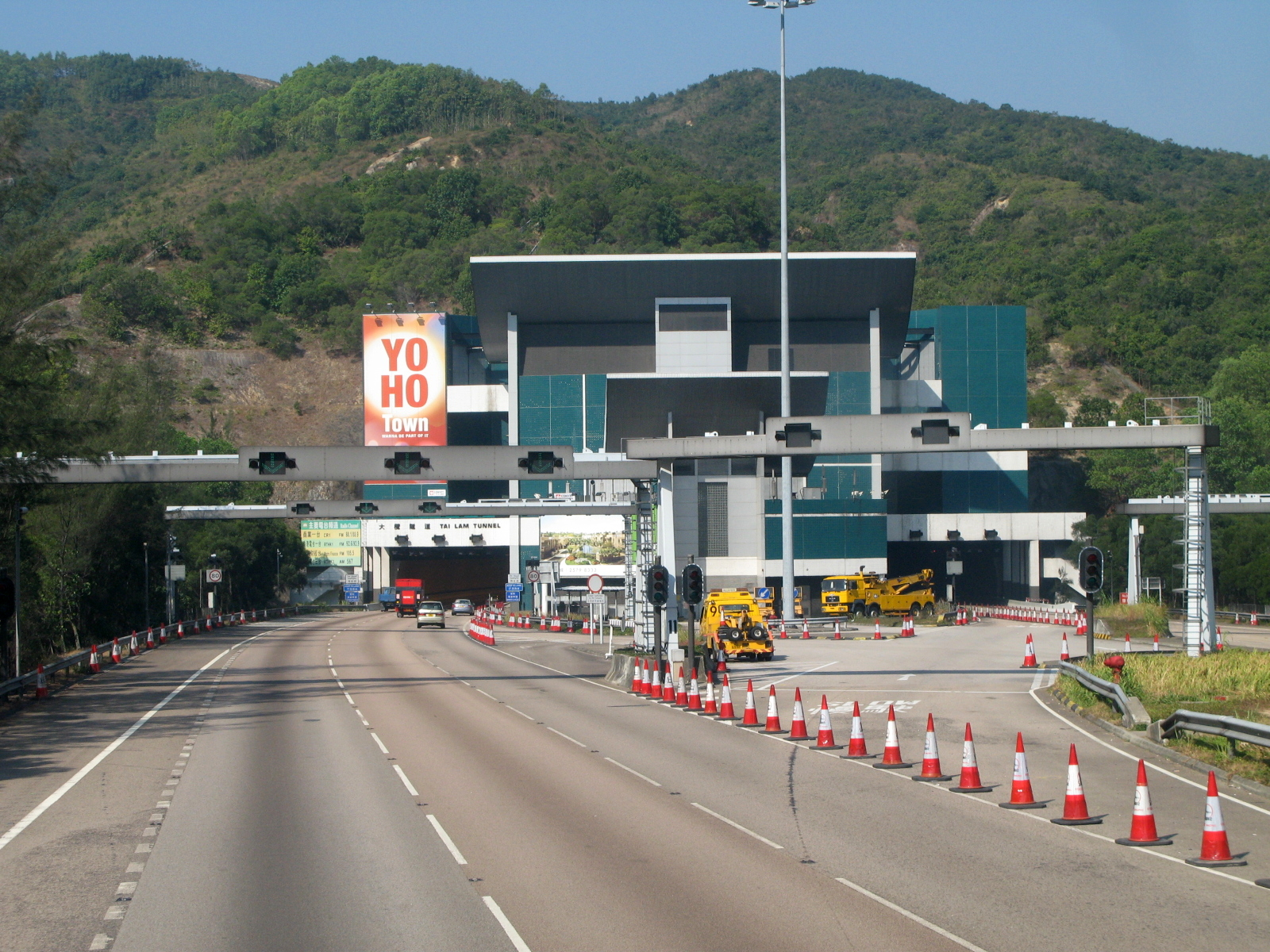
大欖隧道
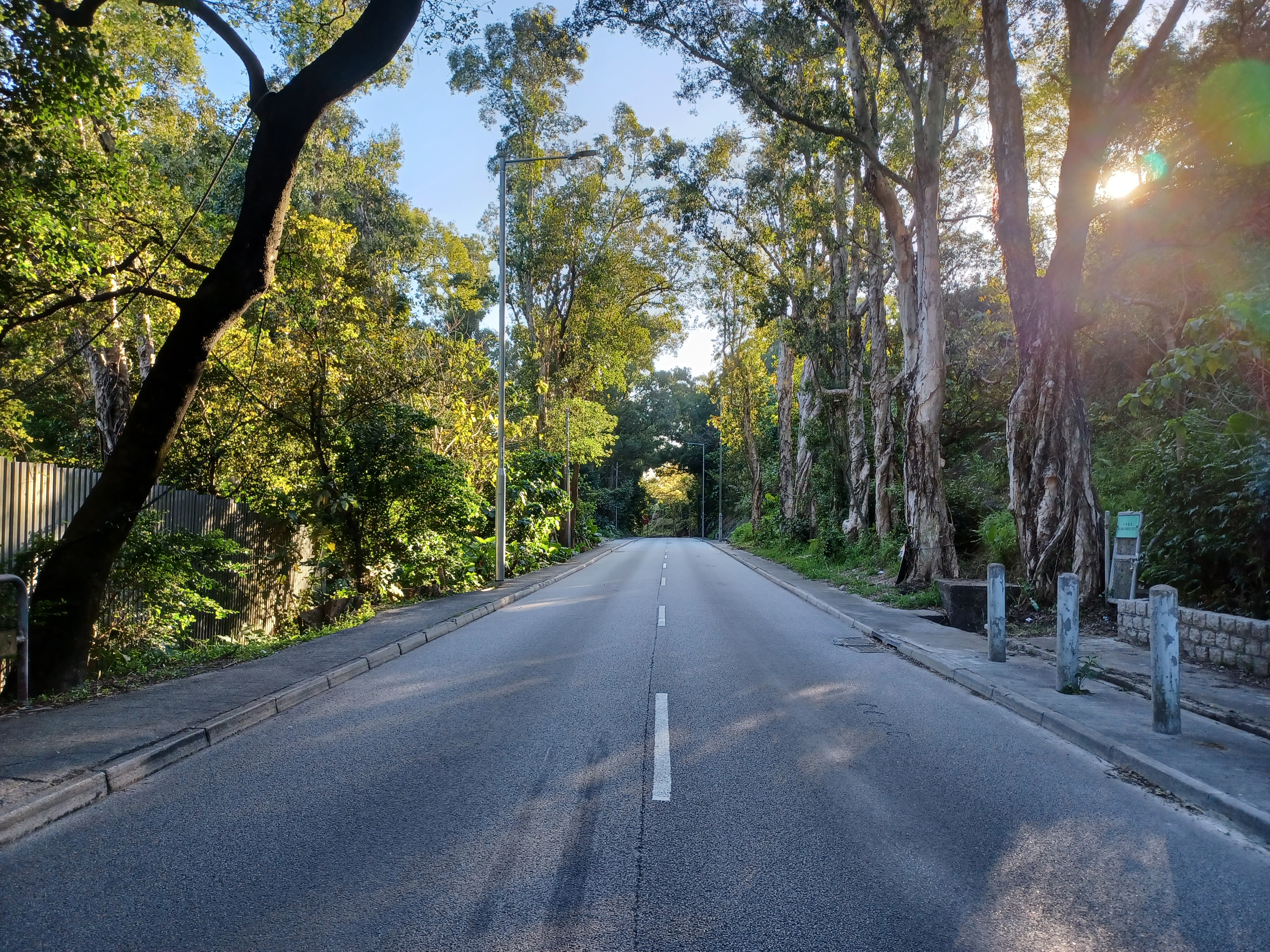
荃錦公路
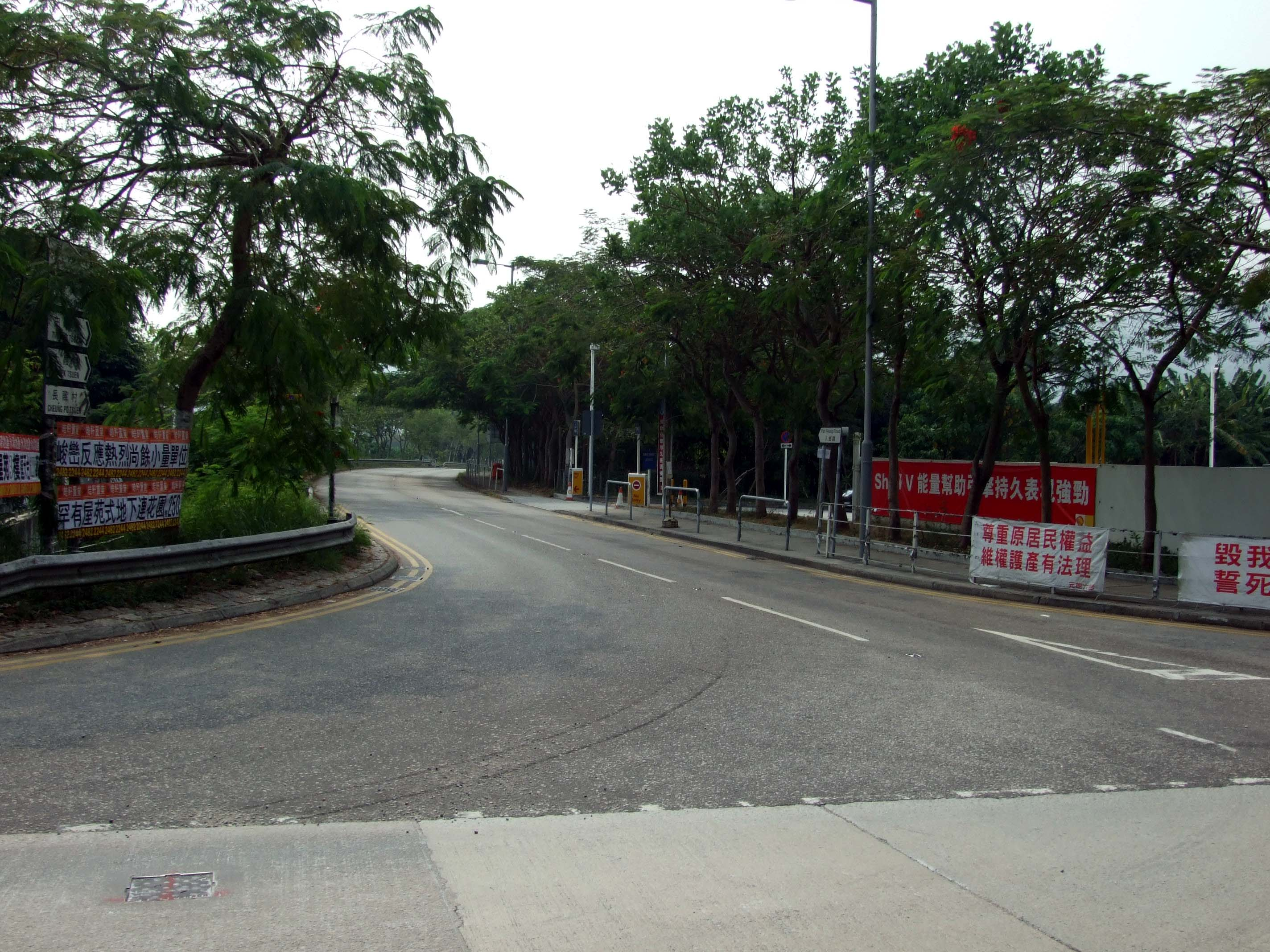
八鄉路與錦上路交界

- 林錦公路
- 錦田公路
- 粉錦公路
- 八鄉路
- 錦上路
- 東匯路
- 錦石路
- 錦泰路
- 錦莆路
- 錦匯路
- 錦慶路
- 錦河路
- 錦江路[2]
- 錦田繞道
- 錦田市街
- 治河路
- 江大路
- 江埔路[1]

- 大欖隧道
- 粉錦公路
- 八鄉路與錦上路交界

## 區議會議席分佈
相對鄰近鐵路交通及元朗市中心的十八鄉及錦田，八鄉及石崗的私人屋苑較少，保留較多鄉村。2024年起，全區劃入元朗鄉郊東選區。在2000年至2023年間，區內以石崗機場劃分為南北兩個選區並設有八鄉北及八鄉南選區；而在1991至1999年間，區內只有一個區議會議席以八鄉為名；而1982至1991年，全區劃入元朗東郊選區。
| 年度/範圍                                | 2000-2003          | 2004-2007          | 2008-2011          | 2012-2015          | 2016-2019          | 2020-2023          | 2024-2027      |
| ---------------------------------------- | ------------------ | ------------------ | ------------------ | ------------------ | ------------------ | ------------------ | -------------- |
| 整個八鄉（以石崗機場劃分為南北兩個選區） | 八鄉北及八鄉南選區 | 八鄉北及八鄉南選區 | 八鄉北及八鄉南選區 | 八鄉北及八鄉南選區 | 八鄉北及八鄉南選區 | 八鄉北及八鄉南選區 | 元朗鄉郊東選區 |

註：以上主要範圍尚有其他細微調整（包括編號），請參閱有關區議會選舉選區分界地圖及條目。

## 外部連結
- 八鄉鄉事委員會 （页面存档备份，存于）
- 香港消防訓練學校 - 山東消防雜誌
- 元朗區議會
- 元朗區分界圖 （页面存档备份，存于）
- 元朗網站 Yuen Long Special （页面存档备份，存于）
- YL.hk-討論區
- 元朗遊記 The Incredible Journey of Yuen Long